# William S. Knudsen
William Signius Knudsen (oprindeligt Signius Wilhelm Poul Knudsen, 25. marts 1879 i København – 27. april 1948 i Detroit) var en dansk-amerikaner, der var en førende erhvervsleder i den amerikanske automobilindustri.
Knudsen emigrerede til USA i 1900. Hans erfaringer og succes som erhvervsleder inden for den virksomhedsmæssige ledelse af Ford Motor Company og senere General Motors førte til, at Franklin Roosevelts administration gav ham fuldmagt som generalløjtnant i den amerikanske hær for at hjælpe med at lede den amerikanske produktion af krigsmateriel under 2. verdenskrig.
Knudsen blev født i København i Danmark. Hans oprindelige navn var Signius Wilhelm Poul Knudsen. Han indvandrede til Amerikas forenede stater i februar 1900 og kom til New York. Knudsen var far til Semon Knudsen, som også blev en fremtrædende bedriftsleder indenfor bilindustrien.

## Karriere
Efter at have afsluttet skolegangen i Farimagsgades kommuneskole i København blev han kontorist i en engros-cykelforretning. Han var bl.a. med til at bygge og bruge den første tandemcykel i København. I februar 1900 rejste han til USA hvor han de første par år var beskæftiget som fx nitter på et skibsværft bl.a. på et i New York. August 1902 blev han ansat ved John R. Keims fabrik for cykeldele i Buffalo, hvor han blev forfremmet til værkfører, og i 1906 blev han den egentlige leder af fabrikken. Selskabet blev i 1911 købt af Ford Motor Company på grund af selskabets erfaring i stansning af stål og værktøjsbearbejdning. Knudsen arbejdede for Ford Motor Company fra 1911 til 1921, et tiår som så en utrolig udvikling af det moderne samlebånd og egentlig masseproduktion. Arbejdet, han gjorde for Ford Motor Company og senere for General Motors, gjorde at Knudsen blev ekspert i masseproduktion og en dygtig leder. Knudsen var direktør i Chevroletdivisionen af General Motors fra 1924 til 1937, og var direktør i General Motors fra 1937 til 1940.
Da præsident Roosevelt i maj 1940 var ved at forberede USA's indtræden i 2. verdenskrig, kaldte han William S. Knudsen til Washington og bad ham indtræde i US Defence Commission, og januar 1941 blev han chef for det nyoprettede Office of Production Management. I januar 1942 blev Knudsen udnævnt til generalløjtnant i U.S. Army, den eneste civilist som nogensinde var blevet direkte udnævnt til så høj en militær grad. Han arbejdede som konsulent og problemløser for Krigsdepartementet. Han gav afkald på topposten i GM, og arbejdede nu for en symbolsk årsgage af én dollar lige til 1945 med den store opgave: Organiseringen af hele krigsmaterielproduktionen til USA og dets allierede. Knudsen var i hærens tjeneste indtil juni 1945.

## Udmærkelser
Knudsen blev tildelt Distinguished Service Medal i 1944 og igen i 1945. Han blev også udnævnt til Storkorsridder af Dannebrogordenen af kong Christian X.